# Sonic Runners
Sonic Runners är sido-scrollande oändlig löpareplattform utvecklad av Sonic Team och publicerad av Sega för iOS och Android-enheter. Spelets sidrullningsstruktur speglar tidigare Sonic-spel. Titeln lanserades först i Japan och Kanada i februari 2015 och publicerades officiellt över hela världen i juni samma år.